# فرودگاه روارینگ اسپرینگز رانچ
فرودگاه روارینگ اسپرینگز رانچ  (به انگلیسی: Roaring Springs Ranch Airport) یک فرودگاه خصوصی است که یک باند فرود آسفالت دارد و طول باند آن ۱۵۲۴ متر است. این فرودگاه در کشور ایالات متحده آمریکا قرار دارد و در ارتفاع ۱۳۹۴ متری از سطح دریا واقع شده است.